# Andō Momofuku
Andō Momofuku ORS (1910 - 2007) là doanh nhân người Nhật gốc Đài Loan đã sáng lập nên Công ty Thực phẩm Nissin. Ông cũng là người phát minh ra mì ăn liền và mì ly ăn liền.
Andō Momofuku có tên trong danh sách những nhân vật có tầm ảnh hưởng nhất do Tạp chí Time châu Á bình chọn .

## Tiểu sử
Andō Momofuku có tên khai sinh là Ngô Bách Phúc, sinh ra trong một gia đình giàu có ở Gia Nghĩa, Đài Loan. Lúc đó Đài Loan đang thuộc về Đế quốc Nhật Bản. Cha mẹ Andō mất khi ông còn nhỏ, nên sống với ông bà nội ở Đài Nam
Ông bà của Andō làm chủ một tiệm vải nhỏ, khi ông 22 tuổi đã tài trợ cho ông 190.000 yên để thành lập công ty dệt riêng vào năm 1932 tại quận Vĩnh Lạc (永樂町, Eirakuchō), Đài Bắc
Năm 1933, Andō tới Osaka, Nhật Bản để kinh doanh. Ông mở công ty Nhật Đông Thương hội ở Osaka, chuyên kinh doanh hàng dệt kim và thiết bị máy móc. Ông đồng thời cũng theo học khoa kinh tế của trường đại học Ritsumeikan.
Năm 1948, ông bị buộc tội trốn thuế và ở tù hai năm. Trong cuốn tiểu sử, Andō viết rằng ông chỉ cấp học bổng cho sinh viên, đó là một cách trốn thuế. Sau khi mất công ty do vụ phá sản dây chuyền, Andō thành lập công ty khác mà sau này trở thành công ty Nissin. Công ty được bắt đầu ở Ikeda, Osaka. Đây là một công ty gia đình nhỏ, chuyên sản xuất muối .

## Sáng chế

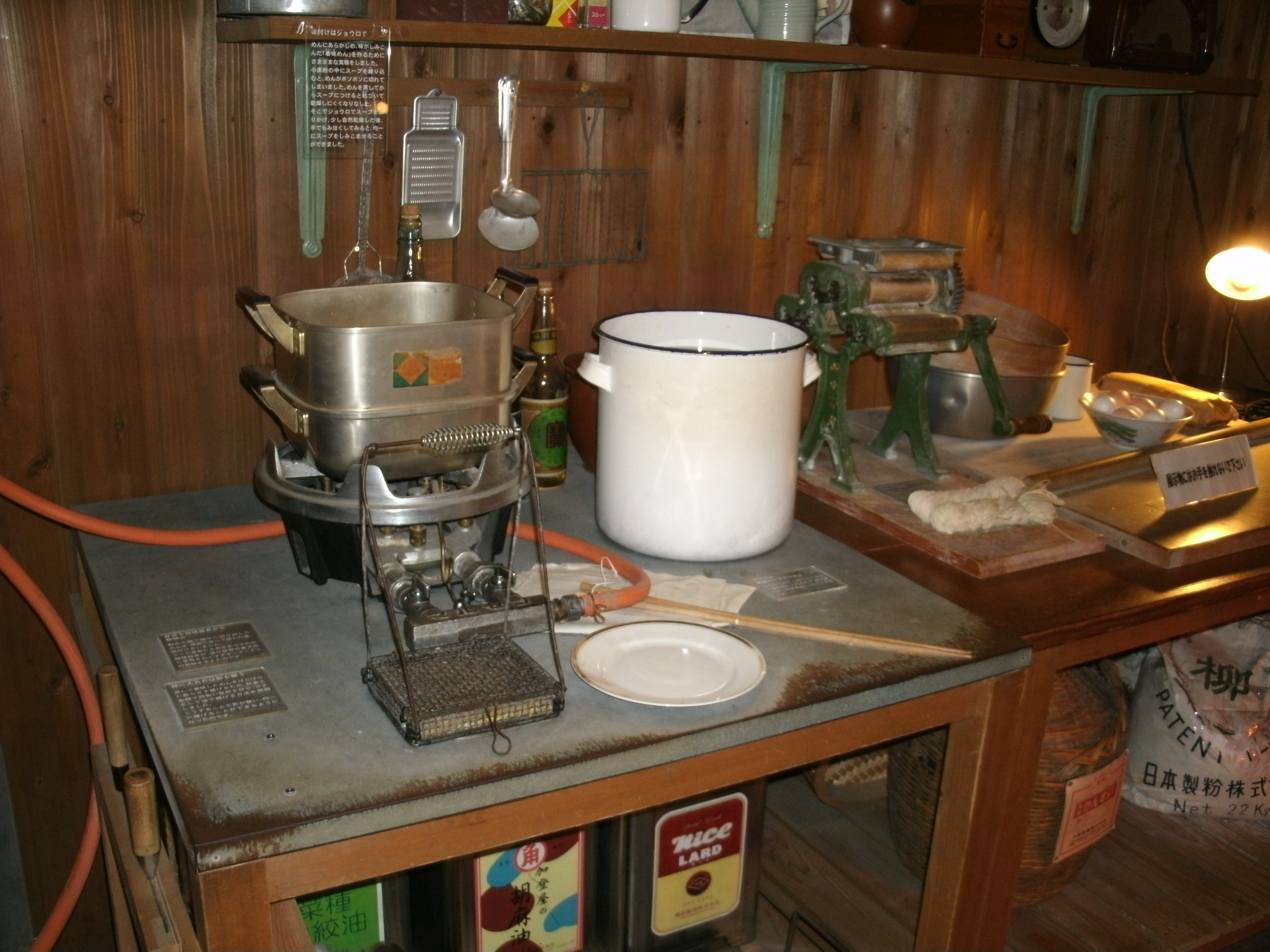
Mô hình phục dựng nơi làm việc của ông tại Bảo tàng mì ăn liền Momofuku Andō

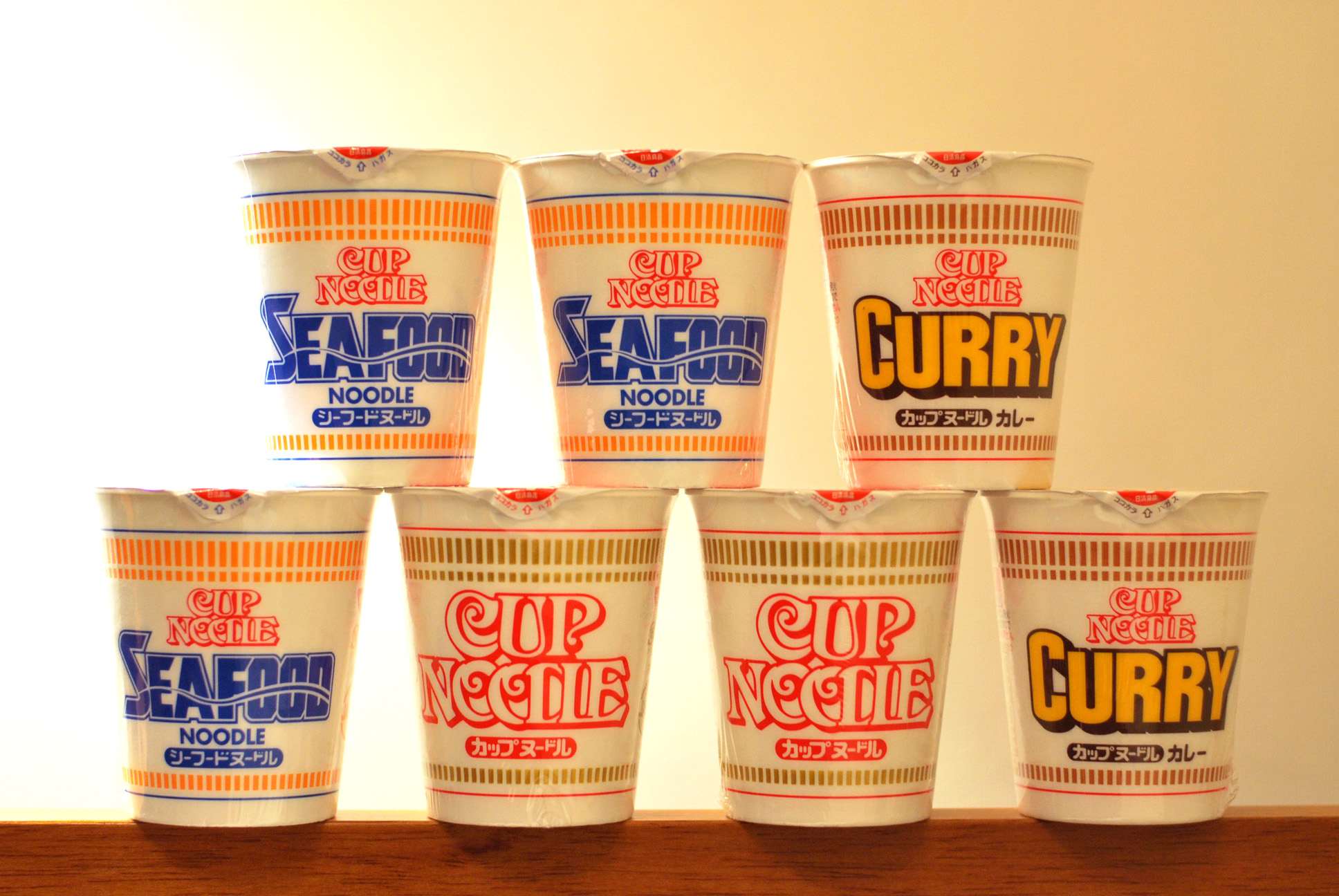
Mì ăn liền Nissin

Do Nhật Bản rất thiếu đồ ăn vào thời kỳ sau chiến tranh, Bộ Y tế đã khuyên mọi người nên ăn bánh mì làm bằng bột mì của Mỹ. Andō Momofuku đã trăn trở khi chứng kiến cảnh người dân Nhật nối đuôi nhau chờ mua những tô mì trong trời đêm giá lạnh. Andō tự hỏi tại sao họ khuyên ăn bánh mì thay vì sử dụng sợi mì, một loại thực phẩm mà người Nhật đã quen ăn. Bộ Y tế trả lời ông rằng, các công ty mì nhỏ quá và không có đủ khả năng cung cấp đồ ăn cho cả nước. Andō từ đó đã có ý định cải tiến quá trình sản xuất mì theo ý tưởng riêng của mình. Và để hiện thực hóa điều này, Ando đã phải mất rất nhiều thời gian và công sức, trải qua hàng trăm lần thí nghiệm. Khó nhất là làm thế nào để sợi mì có thể nhanh chóng hút được nước sôi và chín ngay.
Ngày 25 tháng 8 năm 1958, sau nhiều lần thất bại, Andō cuối cùng hoàn thành quá trình chiên nhanh và sáng chế mì chiên trước khi ăn, được gọi Chikin Ramen (tiếng Nhật: チキンラーメン). Lúc ban đầu, loại thực phẩm này được coi là hàng xa xỉ vì có giá bằng 35 yên, gấp khoảng sáu lần giá mì Udon và Soba truyền thống thời đó. Để sợi mì có vị ngon, ông ngâm nó vào loại xúp nấu từ xương bò hoặc xương gà, rồi sấy khô và mang nhãn hiệu Ramen, thường gọi là Chikin Ramen ("chikin" là phiên âm Nhật cho từ tiếng Anh chicken) . Loại thực phẩm này không cần đun nấu, chỉ cần cho vào tô, rót nước sôi vào đậy kín, để trong vòng 3 đến 5 phút là ăn được ngay, hết sức tiện lợi .
Năm 1962, công ty của Ando chính thức đăng ký nhãn hiệu sản phẩm và được cấp bằng sáng chế mì ăn liền.
Năm 1964, Ando đã làm một "cử chỉ hào hiệp", chấm dứt độc quyền sản xuất mì ăn liền. Ông thành lập Hội Công nghiệp Mì sợi Nhật Bản và công khai sáng chế của mình, chuyển nhượng công nghệ cho các công ty khác, để họ cùng được hưởng lợi.
Ngày 18 tháng 9 năm 1971, Andō bắt đầu bán mì cốc. Khi bắt đầu sản xuất hàng loạt, giá được hạ xuống, và mì gói trở thành một nghề đem lại lợi nhuận cao
Năm 1970, ông mở chi nhánh của Nissin đầu tiên tại Mỹ (từ năm 1963, công ty Nissin đã niêm yết trên thị trường chứng khoán Tokyo và Osaka).
Năm 2004, đã có khoảng 70 tỷ gói mì được bán ra. Đến năm 2007, Chikin Ramen được bán ở thị trường Nhật Bản với giá vào khoảng 60 yên tức vào khoảng 1/3 giá của một tô mì rẻ nhất ở nhà hàng Nhật.

## Cuộc sống và gia đình
Ông có vợ tên là Masako cùng hai người con trai, và một con gái.
Ông cho rằng bí quyết của sức khỏe ông là chơi golf và ăn Chikin Ramen gần như mỗi ngày. Người ta nói rằng ông vẫn ăn Ramen đến ngày trước khi chết.
Năm 1999, Andō Momofuku lập "Nhà bảo tàng Mì Ramen" mang tên ông ở Ikeda thuộc quận Osaka (Andō Momofuku Instant Ramen Museum), cho mọi người đến tham quan
Andō qua đời vào ngày 5 tháng 1 năm 2007 tại tỉnh Osaka do suy tim, thọ 96 tuổi.

## Thông tin thêm

Tượng của ông ở Bảo tàng mì ly Osaka Ikeda

Năm 2005, toàn thế giới đã tiêu thụ 85,7 tỉ gói mì ăn liền, như vậy bình quân mỗi người có 12 gói mì (trong đó Nissin chiếm thị phần lớn nhất, với 10 tỉ gói).
Viện Nghiên cứu Fuji (Nhật Bản) đã tiến hành một cuộc thăm dò dư luận về những sản phẩm xuất khẩu tốt nhất của thế kỷ 20. Kết quả, người Nhật đã chọn mì ăn liền là phát minh số 1, trên cả karaoke, máy nghe nhạc Walkman và máy trò chơi Nintendo. Từ một món ăn thông dụng, mì ăn liền đã trở thành một trong các biểu tượng văn hóa của nước Nhật.
Người ta đánh giá phát minh mì ăn liền của ông: "như một cống hiến vĩ đại đã làm thay đổi thói quen ẩm thực của cả thế giới". Ông Andō Momofuku nhờ đó đã được tôn vinh là "Vua mì ăn liền" của mọi thời đại.